# Jiří Valšuba
Jiří Valšuba (* 12. ledna 1963 Praha) je český herec.

## Život
Narodil se v roce 1963. Absolvoval Divadelní fakultu Akademie múzických umění v Praze a roku 1985 vstoupil do angažmá v kladenském divadle. Hrál klasické role světového repertoáru včetně Salieriho v Amadeovi či Amfytriona a pana Tobiáše ve Večeru tříkrálovém. Mnoho let se také věnuje dabingu a především namlouvání dokumentárních filmů. Hrál také například ve filmech F-E-D-A, Dole u splavů, Kvůli mně přestane či Putování za měsíční nitkou.

## Filmografie
- 1981 – Drž se rovně, Kačenko (TV film – role: Honza)
- 1982 – Samé jedničky (TV hra)
- 1982 – Ale je ženatý (TV hra)
- 1982 – Kvůli mně přestane (TV hra – role: Vašek)
- 1985 – Putování za měsíční nitkou (TV inscenace)
- 1985 – V čase vánočním (TV film)
- 1986 – Gottwald (TV seriál – role: Evžen Fried)
- 1986 – Moře nikdy neuvidím (TV film – role: Jarda)
- 1988 – Chlapci a chlapi (TV seriál – role: vojenský recepční)
- 1988 – Horká kaše (Komedie – role: Vácha)
- 1988 – Nejen v těchto dnech (TV inscenace)
- 1991 – F-E-D-A (TV film)
- 1997 – O vílách Rojenicích (TV Inscenace – role: soused)
- 2001 – Dole u splavů (TV film)